# Heinrich Krumpfholz
Heinrich Krumpfholz (Linz, 19 marzo 1925) è un ex pallanuotista austriaco.
È stato un membro dell'Austria, che ha disputato il torneo di pallanuoto ai Giochi di Helsinki 1952.